# (25778) Csere
(25778) Csere est un astéroïde de la ceinture principale.

## Description
(25778) Csere est un astéroïde de la ceinture principale. Il fut découvert le 4 février 2000 à l'Observatoire d'Ondřejov par Peter Kušnirák. Il présente une orbite caractérisée par un demi-grand axe de 3,23 UA, une excentricité de 0,14 et une inclinaison de 1,6° par rapport à l'écliptique.

## Compléments